# Станвуд (Ајова)
Станвуд (енгл. Stanwood) град је у америчкој савезној држави Ајова. По попису становништва из 2010. у њему је живело 684 становника.

## Демографија
Према попису становништва из 2010. у граду је живело 684 становника, што је 4 (0,6%) становника више него 2000. године.
| Група             | 2000.       | 2010.       |
| Белци             | 665 (97,8%) | 655 (95,8%) |
| Афроамериканци    | 2 (0,3%)    | 2 (0,3%)    |
| Азијати           | 2 (0,3%)    | 4 (0,6%)    |
| Хиспаноамериканци | 1 (0,1%)    | 15 (2,2%)   |
| Укупно            | 680         | 684         |